# New York Mountains
De New York Mountains vormen een bergketen in het noordoosten van San Bernardino County in de Amerikaanse staat Californië en in het uiterste zuiden van de staat Nevada. De New York Mountains liggen ten zuiden van de plaats Ivanpah en ten noorden van de Lanfair Valley en lopen in oostwestelijke richting tussen de Providence Mountains en de McCulough Range. De keten maakt deel uit van het Mojave National Preserve. Het hoogste punt van de keten ligt op een hoogte van 2296 meter.